# Cratere Watts
Watts è un cratere lunare intitolato all'astronomo statunitense Chester Burleigh Watts; è situato all'estremità del bordo settentrionale del Mare Fecunditatis. A nord-ovest si trova il cratere Da Vinci, mentre a sud il più vasto cratere Taruntius.
Il bordo del cratere ha ceduto nella parte meridionale, e la parte interna è stata riempita dal magma. Il cratere era precedentemente classificato come "Taruntius D", prima di essere rinominato dall'IAU. Questo cratere Watts non va confuso con il quasi omonimo cratere Watt, di dimensioni superiori, situato nell'emisfero australe.